# Tiro nos Jogos Olímpicos de Verão de 2008 - Skeet feminino
A prova do skeet feminino do tiro dos Jogos Olímpicos de Verão de 2008 foi disputada no dia 14 de agosto na Arena de Tiro de Pequim.

## Medalhistas
| Ouro   | ITA Chiara Cainero    |
| Prata  | USA Kim Rhode         |
| Bronze | GER Christine Brinker |

## Qualificação
| Pos. | Atleta                  | CON | 1  | 2  | 3  | Total |
| ---- | ----------------------- | --- | -- | -- | -- | ----- |
| 1    | Chiara Cainero          | ITA | 25 | 23 | 24 | 72    |
| 2    | Sutiya Jiewchaloemmit   | THA | 23 | 23 | 25 | 71    |
| 3    | Kim Rhode               | USA | 24 | 23 | 23 | 70    |
| 4    | Christine Brinker       | GER | 25 | 22 | 23 | 70    |
| 5    | Wei Ning                | CHN | 25 | 23 | 22 | 70    |
| 6    | Nathalie Larsson        | SWE | 23 | 23 | 23 | 69    |
| 7    | Andri Eleftheriou       | CYP | 22 | 23 | 22 | 67    |
| 8    | Danka Barteková         | SVK | 23 | 22 | 22 | 67    |
| 9    | Pak Jong-ran            | PRK | 20 | 23 | 23 | 66    |
| 10   | Lucia Mihalache         | ROU | 23 | 20 | 23 | 66    |
| 11   | Natalia Rahman          | AUS | 22 | 23 | 21 | 66    |
| 12   | Svetlana Demina         | RUS | 22 | 23 | 21 | 66    |
| 13   | Diána Igaly             | HUN | 22 | 23 | 21 | 66    |
| 14   | Elena Little            | GBR | 24 | 21 | 21 | 66    |
| 15   | Zemfira Meftakhetdinova | AZE | 22 | 21 | 20 | 63    |
| 16   | Véronique Girardet      | FRA | 22 | 22 | 19 | 63    |
| 17   | Marjut Heinonen         | FIN | 21 | 21 | 19 | 61    |
| 18   | Kim Min-ji              | KOR | 21 | 18 | 16 | 55    |
| 19   | Mona El-Hawary          | EGY | 18 | 16 | 16 | 50    |

## Final
| Pos.              | Atleta                    | Qual. | Final | Total | Desemp. 4º lugar | Desemp. Ouro | Desemp. Prata |
| ----------------- | ------------------------- | ----- | ----- | ----- | ---------------- | ------------ | ------------- |
| Medalha de ouro   | ITA Chiara Cainero        | 72    | 21    | 93    |                  | 2            |               |
| Medalha de prata  | USA Kim Rhode             | 70    | 23    | 93    |                  | 1            | 2             |
| Medalha de bronze | GER Christine Brinker     | 70    | 23    | 93    |                  | 1            | 1             |
| 4                 | SWE Nathalie Larsson      | 69    | 23    | 92    | 2                |              |               |
| 5                 | THA Sutiya Jiewchaloemmit | 71    | 21    | 92    | 1                |              |               |
| 6                 | CHN Wei Ning              | 70    | 21    | 91    |                  |              |               |